# Stazione di Passavia Centrale
La stazione di Passavia Centrale (in tedesco Passau Hbf) è la principale stazione ferroviaria della città tedesca di Passavia.